# Tinea tridectis
Tinea tridectis är en fjärilsart som beskrevs av Edward Meyrick 1893. Tinea tridectis ingår i släktet Tinea och familjen äkta malar. Inga underarter finns listade i Catalogue of Life.